# Georg Franz Hoffmann

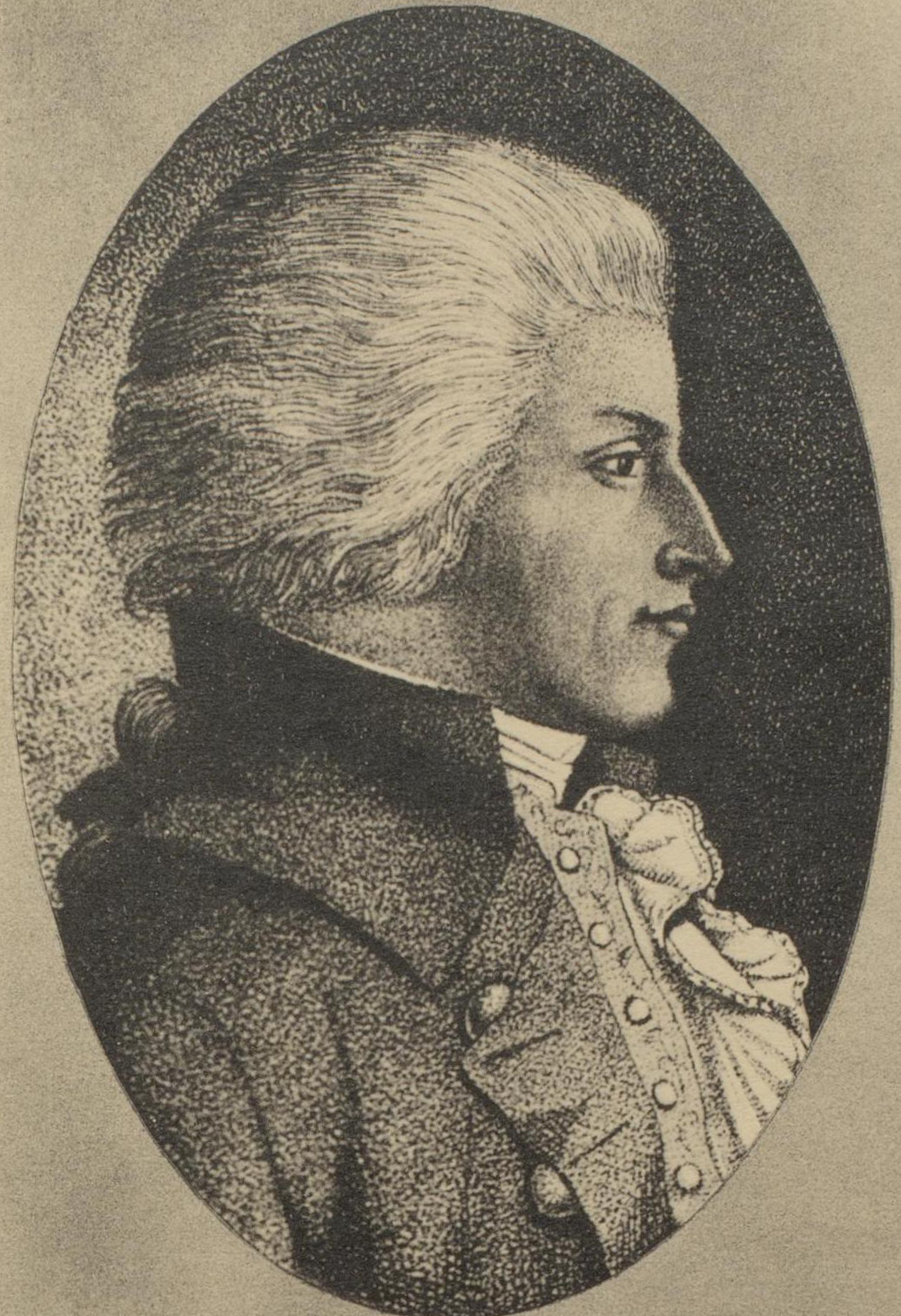
Georg Franz Hoffmann

Georg Franz Hoffmann (* 13. Januar 1760 in Marktbreit; † 17. März 1826 in Moskau) war ein deutscher Botaniker, Lichenologe und Bryologe. Sein offizielles botanisches Autorenkürzel lautet „Hoffm.“

## Leben und Wirken
Hoffmann studierte ab 1779 Medizin zunächst in Herborn und ab 1780 in Erlangen, wo er 1786 zum Dr. med. promoviert wurde.
1789 wurde er zum Professor der Medizin an der Universität Erlangen ernannt. 1792 folgte er einem Ruf auf eine Professur für Medizin und Botanik an der Universität Göttingen. Dort war Hoffmann auch Direktor des Botanischen Gartens, wo ihn 1801 Johann Wolfgang von Goethe mehrfach besuchte. Goethe schreibt zu diesen Besuchen: „Sehr oft besucht’ ich Professor Hoffmann und ward den Kryptogamen, die für mich immer eine unzugängliche Provinz gewesen, näher bekannt.“
Der Botaniker Johannes Flüggé, der dessen botanischen Kenntnisse schon in früheren Jahren angezweifelt hatte, hat ihn während seiner Göttinger Zeit heftig angegriffen und Hoffmann wurde aufgrund dieser Kritik letztlich auch aus seiner Göttinger Stellung vertrieben. 1804 nahm er eine Professur für Botanik an der Universität Moskau an.
Hoffmann war unter anderem wegen seiner illustrierten Werke über Flechten und Pilze bekannt. So hat er bereits mit 25 Jahren einen Preis der Akademie der Wissenschaften Lyon erhalten, für eine Arbeit über den Nutzen der Flechten in Medizin und Ökonomie. Zudem hat er sich im Bereich der höheren Pflanzen um die Beschreibung der Weiden (Gattung Salix) verdient gemacht.
Hoffmann hat mehrere Arten neu beschrieben, so die Moose Riccia canaliculata, Riccia ciliata und Riccia bifurca sowie Orthotrichum cululatum. Ebenso hat er zahlreiche Pilzarten erstmals beschrieben, so unter anderem den Brandkrustenpilz (Kretzschmaria deusta).

## Mitgliedschaften und Ehrungen
- 1792 außerordentliches Mitglied der Gesellschaft der Wissenschaften Göttingen[5]
- 1797 ordentliches Mitglied der Gesellschaft der Wissenschaften Göttingen[5]
- 1815 Mitglied der Leopoldina[6]
- 1819 Russischer Staatsrat

Die Pflanzengattung Hoffmannia Sw. aus der Familie der Rötegewächse (Rubiaceae) ist nach ihm benannt.

## Schriften (Auswahl)
- Mémoires sur l’utilité de Lichens. Mit Pierre J. Amoreux, Pierre Rémi François de Paul Willemet. Lyon 1785.
- Historia salicum iconibus illustrata. Lipsia 1785.
- Historia salicum. Leipzig 1785 (Digitalisat).
- Abbildungen der Schwämme. 2 Bände. Berlin 1790. (Digitalisat)
- Hortus Gottingensis, quem proponit simulque orationem inchoandae professioni sacram indicit. Göttingen 1793.
- Compendium Florae Britannicae. Zusammen mit James Edward Smith. Erlanga 1801.
- Vegetabilia in hercyniae subterraneis collecta iconibus descriptionibus et observationibus illustrata. Frauenholz, Norimbergae 1811.
- Genera plantarum umbelliferarum. Mosqua 1816. (Digitalisat)